# 北有楽町
北有楽町（きたゆうらくちょう）は、埼玉県所沢市の町名。単独町名で丁目の設定は無い。郵便番号は、359-1114。

## 地理
埼玉県所沢市内中央部に位置する。西武新宿線·航空公園駅の西口南側の比較的狭小な町域を持ち、町境南側は国道463号に面している。北北西で喜多町、東で並木、南東で御幸町、南西で有楽町 、西で宮本町と隣接する。

## 歴史
- 1966年（昭和41年）11月1日 - 住居表示実施により、大字所沢の一部から北有楽町が成立する[4]。

## 世帯数と人口
2017年（平成29年）9月30日現在の世帯数と人口は以下の通りである。
| 町丁     | 世帯数  | 人口    |
| -------- | ------- | ------- |
| 北有楽町 | 830世帯 | 1,802人 |

## 交通

### 鉄道
- 西武新宿線 航空公園駅西口

### 道路
- 国道463号

交差点
- 曽根の坂交差点
- 明峰小学校入口交差点

## 施設
- 所沢市立明峰小学校
- ひばり児童館

## 小・中学校の学区
市立小・中学校に通う場合の学区（校区）は以下の通り
| 町丁   | 番・番地 | 小学校             | 中学校                         |
| ------ | -------- | ------------------ | ------------------------------ |
| 喜多町 | 全域     | 所沢市立明峰小学校 | 所沢市立所沢中学校（けやき台） |

## 脚註
1. 1 2  “最新の人口について”.   所沢市 (2017年10月17日). 2017年10月20日閲覧。
2. 1 2  “郵便番号”.  日本郵便. 2017年10月20日閲覧。
3. ↑  “市外局番の一覧”.   総務省. 2017年5月29日閲覧。
4. ↑  『角川日本地名大辞典 11 埼玉県』 1087頁。
5. ↑  所沢市ホームページ 住所別通学区域一覧表 2011年3月閲覧
6. ↑  明峰小学校ホームページ 2011年3月閲覧
7. ↑  所沢中学校ホームページ 2011年3月閲覧